# Karl Ronicke
Karl Ronicke (* 1893; † 1968) war ein Fabrikant in der ostwestfälischen Stadt Minden in Nordrhein-Westfalen. Er war von  1938 bis 1963 Stadtmajor und ist seit dem 26. Februar 1963 Ehrenbürger der Stadt Minden.

## Leben und die Firma
Ronicke übernahm die in Familienbesitz befindliche Möbelfirma „H. Ronicke Söhne“ in der ostwestfälischen Stadt Minden in dritter Generation ab 1921 zusammen mit seinem Bruder Georg und dem Schwager Martin Baade. Die ursprüngliche Produktionsstätte befand sich an der Hufschmiede in der Mindener Innenstadt, ausgelagert waren Produktionsflächen. Unter seiner Ägide würde mit modernen Maschinen die Serienfabrikation vorangetrieben und die Produkte auch ins Ausland verkauft. Es gelang in der Stadt neue Grundstücke zu erwerben und die Produktion auszubauen. Ein neuer Produktionsstandort wurde ab 1928 an der Friedrich-Wilhelm-Straße geschaffen. Vor dem Zweiten Weltkrieg arbeiteten 230 Menschen bei Ronicke. Im Zweiten Weltkrieg wurde der Standort Hufschmiede zerstört, danach wurde die Firma unter Karl Ronicke als Seniorchef wieder aufgebaut. Ab 1950 wurden Gehäuse für Radios gebaut und hier ein neues erfolgreiches Geschäftsfeld erschlossen. Die Gehäuseproduktion erweiterte sich auf Fernsehgeräte und Musiktruhen. 1984 wurde die Firma aufgrund von Kapitalschwierigkeiten geschlossen.

## Eskadron
Ronicke war von 1939 bis 1963 Stadtmajor bei der Bürger-Eskadron des Mindener Freischießens. Unter seiner Federführung wurde die Bürger-Eskadron als Verein nach dem Zweiten Weltkrieg wieder gegründet.